# Валентина Ивахненко
Валентина Ивахненко (на украински: Валентина Івахненко) е украинска тенисистка, родена на 27 юни 1993 г.
Най-високата ѝ позиция в ранглистата за жени на WTA е 333 място, постигнато на 11 юли 2011 г. В турнирите от календара на ITF има 4 титли на сингъл и 5 на двойки.